# Вапнярський район
Вапня́рський райо́н — колишній район Тульчинської і Вінницької округ.

## Історія
Утворений 7 березня 1923 року з центром у Вапнярці в складі Тульчинської округи Подільської губернії.
19 листопада 1924 року до складу Вапнярського району передані села Дранка і Одая-Федорка Тростянецького району.
1 липня 1930 року після ліквідації Тульчинської округи приєднаний до Вінницької округи.
Після ліквідації округ 15 вересня 1930 року райони передані в пряме підпорядкування УСРР.
Ліквідований 3 лютого 1931 з віднесенням території до складу Томашпільського району.